# Хелла (певица)
Хенна-Риикка Пааккола, больше известна как Хелла (англ. Henna-Riikka Paakkola, Hella, родилась 2 января 1985) — финская клавишница и певица. Наиболее известна как клавишница финской хард-рок группы Lordi.Hella использует синтезатор Korg Krome.
Персонаж Хеллы в Lordi - это смесь человека и куклы. Она создала свой образ с Mr.Lordi.
```
Вымышленная биография Хеллы: Хелла - одна из жертв безумца, известного как Руис, и является извращенным результатом его сумасшедших экспериментов.  Хелла была схвачена и удерживалась в плену Руисом в течение нескольких месяцев, пока ее окончательно и жестоко не бросили в пластик и резину.  Больная фантазия Руиса хотела попытаться сделать настоящую куклу в натуральную величину для собственного удовольствия.
Во время ареста летом 1985 года в его подвале были обнаружены дюжина трупов юношей. Все они были сильно обожжены, когда их погрузили в горячий пластик, их суставы были проколоты, а сломанные кости были прикреплены металлическими винтами большого размера.  Некоторым из жертв отрезали кожу головы и заменили светлыми париками. Их глаза были выбиты и заменены плохо окрашенными стеклянными глазами.  Эти операции в конечном итоге привели к гибели жертв. Однако одна кукла осталась, что привело к заключению, что она была жертвой 13. Но ее тело так и не было найдено.
Было найдено неоспоримое доказательство, глазное яблоко и кожа головы, по которым было заключено, что оно принадлежало загадочной девушке, которая чудесным образом смогла не только остаться в живых, но и сумела сбежать после своих операций.  Ее местонахождение неизвестно, но было много сообщений о ней во время ее жизни.  Эта единственная выжившая, «живая кукла», известна как Хелла. 
```

Она утверждает, что является фанаткой мелодичного дэт-метала и таких групп, как Behemoth и Children Of Bodom.
В январе 2014 Hella записала песню с финской группой под названием Postikortteja Helvetistä.

## Дискография
в Lordi
- To Beast or Not to Beast (2013) — клавишные, бэк-вокал.
- Scare Force One (2014) — клавишные, бэк-вокал.
- Monstereophonic – Theaterror vs. Demonarchy (2016) — клавишные, бэк-вокал.
- Sexorcism (2018) — клавишные, бэк-вокал
- Killection (2020) — клавишные, бэк-вокал
- Lordiversity (2021) — клавишные, бэк-вокал
- Screem Writers Guild (2023) — клавишные, бэк-вокал